# Ligne 6b (CFL)
Pour les articles homonymes, voir Ligne 6.
La ligne 6b Bettembourg - Dudelange-Usines (Volmerange) est une ligne de chemin de fer de 7 km reliant Bettembourg à Volmerange-les-Mines en France.
Exploitée par la Direction générale impériale des chemins de fer d'Alsace-Lorraine en 1883, par l'Administration des chemins de fer d'Alsace et de Lorraine après 1919, par la SNCF après 1938 puis par la Deutsche Reichsbahn après 1940, elle est exploitée depuis 1946 par la société nationale des chemins de fer luxembourgeois.
La ligne est devenue transfrontalière depuis son prolongement sur le sol français en 2003.

## Histoire
Les 6,94 km de la ligne à voie unique de Bettembourg à Dudelange-Usines est mise en service le 20 décembre 1883 par la Direction générale impériale des chemins de fer d'Alsace-Lorraine, l'exploitant des lignes de la Société royale grand-ducale des chemins de fer Guillaume-Luxembourg de 1871 à 1918.
Le 1er octobre 1884, un court tronçon de 740 mètres, à caractère industriel, est ouvert jusqu'à Reiteschkopp,, il est considéré comme une section de la ligne de chemin de fer à partir de 1888.
À partir de 1886 et l'ouverture de l'aciérie de Dudelange, le trafic augmente très fortement sur la ligne au point de devenir la plus rentable du pays.
La ligne est électrifiée le 9 juillet 1960 ; le 29 septembre 1960 pour la desserte de Reiteschkopp,,.
Les aciéries ferment en 1984, ne laissant plus qu'un seul laminoir à Dudelange ; le trafic fret chute rapidement et la desserte de Reiteschkopp ferme en 1988.
En 2001, on prévoit le prolongement de Dudelange-Usines jusqu'à la frontière et Volmerange-les-Mines. Les travaux débutés en 2003, comprennent notamment le prolongement de la voie ferrée par un tronçon de 850 mètres électrifié jusqu'à Volmerange-les-Mines, mais aussi un réaménagement de la gare de Dudelange-Usines. La nouvelle voie est inaugurée le 10 décembre et la mise en service a lieu le 15 décembre 2003.
Le laminoir ferme à son tour en 2005, supprimant à partir de 2006 les derniers trains de fret empruntant la ligne.

## Caractéristiques

### Tracé
Longue de 7 kilomètres, la ligne relie Bettembourg à Volmerange-les-Mines, en France. D'orientation nord-sud, elle est électrifiée en 25 kV – 50 Hz et est à voie unique et à écartement normal (1 435 mm).
Le tracé de la ligne, qui dessert le sud du Luxembourg est relativement plat, avec une pente maximale de 11 ‰. Cela se traduit notamment par l'absence de tunnels. La partie française de la ligne ne possède pas de numéro d'infrastructure français et n'appartient pas à SNCF Réseau, au contraire du court tronçon de la ligne d'Esch-sur-Alzette à Audun-le-Tiche (ligne 6e pour les CFL, 186.000 pour SNCF Réseau), car elle n'a jamais été raccordée au réseau ferré français tandis que la gare d'Audun-le-Tiche était le point de départ de plusieurs lignes françaises aujourd'hui fermées.

### Infrastructures

#### Signalisation
La ligne est équipée de la signalisation ferroviaire luxembourgeoise et du Système européen de contrôle des trains de niveau 1 (ETCS L1), ce dernier cohabite jusqu'au 31 décembre 2019 avec le Memor II+.

#### Gares
Outre la gare d'origine, de Bettembourg, la ligne comporte cinq gares ou haltes voyageurs : Dudelange-Burange, Dudelange-Ville, Dudelange-Centre, Dudelange-Usines et Volmerange-les-Mines. Deux de ces gares ont également des installations de « terminal fret » et de « gare de formation » : Bettembourg et Dudelange-Usines.

#### Vitesses limites
La vitesse limite est de 80 km/h sur l'ensemble de la ligne.

## Trafic
La ligne est desservie par une ligne commerciale des CFL, la ligne Bettembourg - Volmerange-les-Mines.
La desserte s'effectue dans la pratique par des trains Regional-Express et Regionalbunn.
Il n'y a pas de trains de marchandises qui empruntent la ligne.